# Rakaia collaris
Espèce
Rakaia collaris est une espèce d'opilions cyphophthalmes de la famille des Pettalidae.

## Distribution
Cette espèce est endémique de la région de Canterbury en Nouvelle-Zélande. Elle se rencontre vers Akaroa.

## Description
La femelle holotype mesure 3 mm.

## Publication originale
- Roewer, 1942 : « Einige neue Arachniden I. » Veröffentlichungen aus dem Deutschen Kolonial- und Übersee-Museum in Bremen, vol. 3, p. 277-280.